# سیارک ۵۳۷۸
سیارک ۵۳۷۸ (به انگلیسی: 5378 Ellyett، نامگذاری:1991GD) پنج هزار و سیصد و هفتاد و هشتمین سیارک کشف شده‌است که در ۹ آوریل ۱۹۹۱ کشف شد.
قدر مطلق سیارک برابر ۱۴٫۱۰ است.